# Jean Borreil
Jean Borreil est un philosophe français, attaché à ses origines catalanes, né le 2 janvier 1938 à Thuir, et décédé le 13 février 1992 à Paris. Il a écrit sous son nom et sous le pseudonyme de Joan Borrell. Professeur de philosophie et de psychologie à l'Université de Paris-VIII, il a participé au Collège international de philosophie et à la fondation de la revue Les révoltes logiques. Militant d'extrême gauche, il a pris part à un rapprochement entre paysans et intellectuels dans les années 1970. Il est l'auteur d'un roman, L'endroit bleu ((ca) L'indret blau), et d'une pièce de théâtre, (ca) Cronica d'Ann.

## Biographie
Né le 2 janvier 1938 à Thuir, Jean Borreil fait une grande partie de ses études primaires à Mosset où sa mère Louise Borreil, né Grau, réside pendant l'occupation allemande, puis au Lycée Arago de Perpignan et la Faculté de Lettres de Montpellier dont il est licencié.
Il enseigne à Béziers, puis au Lycée Montaigne à Paris où il réussit l'agrégation de philosophie. En 1965, après son mariage avec Geneviève Sauret, il s'installe définitivement à Paris et devient professeur de philosophie et de psychologie au Centre universitaire de Vincennes, devenu Université de Paris-VIII- Saint-Denis. Il soutient en 1989 sa thèse d'Etat dans cette université.
Il décède le 13 février 1992 à l'Hôpital Cochin de Paris à 54 ans.

## Œuvre et travaux
Les écrits et la pensée de Jean Borreil sont multiples, et témoignent « d’un solide et insatiable appétit philosophique qui le faisait s’intéresser à tout ce qui lui était étranger », de la philosophie à l’histoire en passant par l’épistémologie et la politique, du sérieux du concept à la frivolité de l’anecdote.
Politique, celle pour certains de ses lecteurs d'un « fils du peuple »,, son oeuvre aborde à la lueur de La nuit des prolétaires de Jacques Rancière les tentatives d'auto-émancipation du peuple et les processus d'instruction des prolétaires qui s'essayèrent à penser et à affirmer leur conscience sociale.
Son ouvrage majeur est L'Artiste-roi : essais sur les représentations, publié en 1990. Il s'y consacre à l'identité de l'artiste après la révolution de 1848, au travers de Baudelaire, Courbet, Flaubert et Van Gogh, y démonte l'opposition, trop simple, du visible et du lisible dans le rapport au tableau, prend in fine le parti de l’œuvre et de l’artiste et affirme la nécessité vitale « de la remise en jeu du savoir dans l'expérience aventureuse de la création ».
Une partie de ses travaux sont rassemblés dans La raison nomade, publiée en 1993 avec une préface de Jacques Rancière.
Il a également écrit un roman, L'endroit bleu (catalan : L'indret blau) et une pièce, Cronica d'Ann, créée au Théâtre de Perpignan.

## Activité éditoriale, séminaires et ateliers
Il a été est directeur de publication de la revue Les révoltes logiques, revue du Centre de recherche des idéologies de la révolte animé par Jacques Rancière, publiée entre 1975 et 1981 et animée par un collectif de rédaction composé de lui-même, Geneviève Fraisse, Jacques Rancière, Pierre Saint-Germain, Michel Souletie, Patrick Vauday et Patrice Vermeren.
Il a été directeur de programme au Collège International de Philosophie de 1986 à 1989.
À partir de 1989, il y a organisé avec le peintre Maurice Matieu, Regards sur le regard, une série de rencontres entre philosophes et artistes plasticiens qui constitua par la suite la rubrique Ateliers de la revue Le cahier du collège international de philosophie, devenue Rue Descartes. Y ont été publiés les Ateliers de Jean Ipousteguy, Eduardo Arroyo, Gilles Aillaud, Anselm Kiefer, Julio le Parc, Daniel Buren, Guy de Rougemont, Valerio Adami, Takis, et Hervé Télémaque,.
Il a également co-dirigé deux ouvrages collectifs, Les Sauvages dans la cité : auto-émancipation du peuple et instruction des prolétaires au XIXe siècle (1985), avec Jean-Claude Beaune et Lieux et transformations de la philosophie (1991), avec Jacques Poulain.

## Engagement politique
Jean Boreil a pris part à un groupe maoïste créé par Alain Badiou et Sylvain Lazarus, l'Union des communistes de France marxiste-léniniste. Il fait partie avec  Maurice Matieu de sa « commission paysanne », qui sera rapidement exclue de l'organisation. Elle s'engagea dans une « lutte d'alliance de classe », avec des « brigades » composées de militants aux compétences diverses et complémentaires (étudiants à l’Agro et à l’ITPA, jeunes vétérinaires, fils et filles de paysans, médecins, juristes et avocats, chercheurs en sciences sociales...). Des liens, des luttes, des pratiques politiques nouvelles se sont nourries de ces rencontres entre paysans et intellectuels.

## Engagement catalan
Jean Boreil a écrit en catalan aussi bien qu'en français, et c'est sous le pseudonyme catalan de Joan Borrell qu'il a publié une partie son oeuvre, y compris en langue française (dont plusieurs articles dans Le Monde des livres ainsi que Dissonances et L'artiste-roi). Il a été, avec Jordi Estivill, un des premiers intervenants dans la Section d'Études Catalanes de l'Université de Perpignan, a collaboré à la revue Aires, et, de 1973 à 1979, participé à l'Université Catalane d'Été de Prades, et créé avec Joséphine Matamoros, conservatrice du Musée d'art moderne de Céret, les journées internationales de philosophie de Céret.

## Publications

### Principaux ouvrages
- (ca) Joan Borrell, L'indret blau, Barcelone, Edicions del Mall, 1983
- (ca) Joan Borrell, Cronica d'Ann, Barcelone, Edicions del Mall, 1984
- Jean-Borreil (dir.) et Jean-Claude Beaune (dir.), Les Sauvages dans la cité : auto-émancipation du peuple et instruction des prolétaires au XIXe siècle, Champ Vallon, 1985, 229 p. (ISBN 978-2-903528-53-9, OCLC 14189420, lire en ligne) ;
  - Jean-René Tréanton, « Les sauvages dans la cité. Auto-émancipation du peuple et instruction des prolétaires au XIXe siècle. », Revue française de sociologie, vol. 29, no 2,‎ 1988 (lire en ligne, consulté le 24 juin 2017) ;
  - Jean Borreil, in Les sauvages dans la cité. Auto-émancipation du peuple et instruction des prolétaires au XIXe siècle, « Le combat des muets du mutisme civil », ouvrage précité, p. 25
- Joan Borrell, « Dissonances : Aillaud, Matieu, Rougemont, Toroni », Actes Sud, 1985, 64 p. (ISBN 978-2-86869-044-9, OCLC 18908768, lire en ligne) ;
- Joan Borrell, L'Artiste-roi : essais sur les représentations, Paris, Aubier, 1990, 398 p. (ISBN 2-7007-3473-4, OCLC 417574937, lire en ligne) ;
  - Colette V. Michael, « Borrell, Joan. L'artiste roi : essai sur les représentations », Journal of French and Francophone Philosophy / Revue de la philosophie française et de langue française, vol. 2, no 3,‎ 1990 (ISSN 1936-6280, lire en ligne) ;
- Borreil, Jean. (dir.) et Poulain, Jacques. (dir.), Lieux et transformations de la philosophie, PUV, 1991 (ISBN 978-2-903981-72-3, OCLC 29835273, lire en ligne)
- Jean Borreil (préf. Jacques Rancière), La raison nomade, Paris, Payot, 1993, 264 p. (ISBN 2-228-88670-X, OCLC 29429470, lire en ligne).

### Sélection d'articles
- Jean Borreil, « Penser n 'est pas rêver, (Sur la Rêverie anarchiste) », Romantisme, vol. 15, no 48,‎ 1985, p. 71–77 (lire en ligne, consulté le 24 juin 2017)
- Jean Borreil, « L'enfermé » (Extrait de L'Artiste-roi : essais sur les représentations), Romantisme, vol. 19, no 66,‎ 1989, p. 87–105 (DOI 10.3406/roman.1989.5630, lire en ligne, consulté le 24 juin 2017)
- Jean Borreil, « Le verbe absent », Vacarme, no 56,‎ mars 2011, p. 75–78 (ISSN 1253-2479, DOI 10.3917/vaca.056.0075, lire en ligne, consulté le 24 juin 2017), ou sur www.vacarme.org :  « Le verbe absent » (consulté le 24 juin 2017).